# Noctivagus

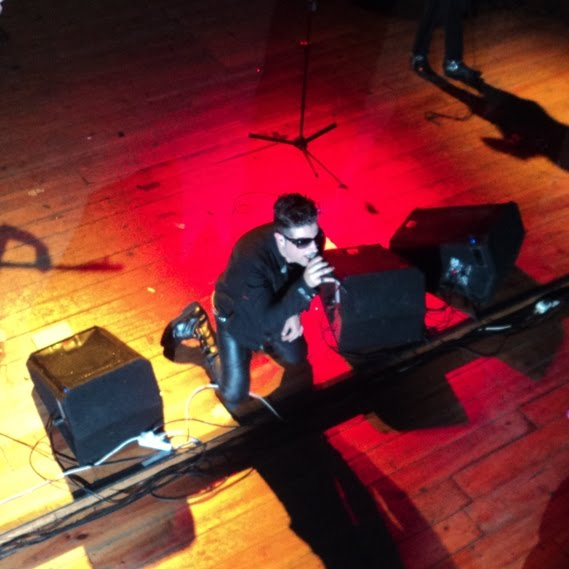
Lino Atila,cantante del grupo

Noctivagus  es un grupo portugués enmarcado en el sonido del rock gótico y post punk

Su estilo musical enlaza con el rock gótico de los 80's y 90's, entre sus principales influencias se pueden citar a Fields of the Nephilim, Christian Death o Bauhaus, así como al ambiente que crearon las bandas de Beggars Banquet.

## La banda
Su nombre fue inspirado por el latín, "quien se pasea o camina en la noche","criaturas fantásticas
 ". Su música está asociada con el movimiento gótico portugués, la subcultura gótica.
Noctivagus fue fundada por Andre Antunes, Lino Cunha (Aka: Lino Átila), José Carlos (Aka: Soneca), Paulo Jorge Tavares y Vitor Valido en Setúbal. Con esta formación graban el E.P "Almas Ocultas" (1995) y el E.P "Imenso" (1998).
La banda se había detenido durante dos años, después del concierto con el grupo español Gothic Sex a finales de 1998, con un nuevo miembro de la guitarra bajo Paulo Dumonte. Sin embargo, se estrena en 1999 el CD Cruzes e Fivelas.
En 2000 la banda regresó con una gira portuguesa y nuevas canciones y la nueva formación. Alexandre Palminha, David Pereira, Tempestade, Lino Atila y Paul Dumonte. Con esta formación grabarán en 2003 el álbum debut con el nombre After The Curse, edición del sello Floyd Records. También tocan en varios festivales con bandas como Sanguis et Cinis, London After Midnight , Nosferatu, por ejemplo.
En el mismo año (2003), el videoclip "Bad Dreams" llegó al primer lugar del Top of Voting, durante tres semanas consecutivas en el programa Curto Circuito, del cable portugués Tv Sic Radical ( en julio). Conquista la misma hazaña durante una semana, en octubre, del mismo canal, en el "Top Max Music".
En 2007 la banda participó en el festival "when spirits awake" en Lituania,
En 2011 el sencillo Pilgrim Dimension con, Lino, Nuno, Fernando y Lady Miss Kill, ha llegado al top 20 de Music World Radio.
Las dos canciones de este single se incluyeron también en el álbum de CD Ecos da Noite en 2011.

En 2014 Lino Cunha formó el proyecto Vulto Violeta

## Miembros

### Formación actual
- Lino Átila: cantante
- Fernando N.: bajista
- Nuno D`Ávila: guitarrista
- Lady Miss Kill: batería

## Discografía
· Almas ocultas, 1995.

· Imenso, 1998.
· Cruzes e Fivelas, 1999.
· After the Curse, 2003.
· Ecos da Noite , 2011.

### EP
| Año  | Título              |
| 1995 | "Almas Ocultas"     |
| 1998 | "Imenso"            |
| 1999 | " Cruzes e Fivelas" |

### Álbumes
| Año  | Título             |
| 2003 | "After the Curse " |
| 2011 | "Ecos da Noite"    |
| 2015 | " Live Album "     |

### Singles
| Año  | Título              |
| 2005 | "Transmission"      |
| 2010 | "Pilgrim Dimension" |

## Versiones
la única versión grabada por el grupo Noctivagus fue el tema "Transmission ", del grupo Joy Division, publicada por éstos en 2005

## Videografía
| Año  | Título       |
| 2004 | "Bad Dreams" |

## literatura
- “Music To die For”, Cherry Red Books, (2009), ISBN 978-1-901447-26-2
- "Marasmo a Cismar", Bulhosa books & Living (2008),ISBN 978-9-892017-07-5